# اعترافات زوجة (فلم)
اعترافات زوجة فيلم مصري تم إنتاجه عام 1954، إخراج حسن الإمام و بطولة هند رستم و كمال الشناوي و محسن سرحان.

## تمثيل
- هند رستم
- كمال الشناوي
- محسن سرحان
- زوزو نبيل
- نظيم شعراوي
- عدلي كاسب
- أمينة نور الدين
- رفيعة الشال

## روابط خارجية
- مقالات تستعمل روابط فنية بلا صلة مع ويكي بيانات